# Историја Данске
Историја Данске је историја краљевине Данске и подручја која представљају данашњу Данску.

## Данска током антике
У Данској су људи живели пре више од 100.000 година, али изгледа да су били принуђени да напусте то подручје, када су ледењаци покрили Данску током леденог доба. Сматра се да људи непрекидно живе у Данској задњих 12.000 година. Током нордијског бронзаног периода мртви су се сахрањивали испод гомила. Постоји много долмена и стена као надгробних споменика из тог доба.
Током прероманског гвозденог доба (од IV до I века п. н. е.) клима је постала хладнија и влажнија, тако да се многи селе јужно у Немачку. У то доба почиње се користити гвожђе. Постоје докази јаког келтског културног утицаја у том периоду. Римске провинције су одржавале трговачке везе са становницима Данске.
Материјална култура током великих сеоба често се означава као германско гвоздено доба.

## Средњи век

### Покрштавање и оснивање Данске
Викинзи су настањивали Данску неколико векова од VIII до XI века. Викинзи су постали познати по својим нападима, пљачкањима, разарањима градова и трговини кроз целу Европу. Током викиншког периода Данска је постала велика сила на полуострву Јиланд, острву Селанд и на јужном делу Шведске.
Данска се годинама састојала од малих краљевстава. Харолд Плавозуби је 980. успоставио уједињено краљевство Данску. Немачки мисионари су успели уверити краља Харолда Плавозубог да прихвати хришћанство. Нова вера је заменила стару норманску митологију. Нова религија је донијела краљу неке предности. Био је признат од Светог римског царства. Осим тога лако је могао сменити противнике, ако су били припадници старе религије. Црква је допринијела стабилној администрацији.
Почетком XI века краљ Кнут Велики је уједнио Данску и Енглеску од 1014. до 1035. Биле су уједињене 30 година.
Помоћу флоте од 50 бродова из Енглеске Кнут Велики је 1028. освојио Норвешку. Службено је крунисан на сабору у Трондхајму. Његова титула је постала "Краљ целе Енглеске, Данске, Норвешке и дела Шведске". Норвешком је кратко владао.
После смрти Кнута Великог 1035. Енглеска се ослободила данске власти и Данска је била неко време у нереду. Викинзи из Норвешке су нападали с времена на време. Свен II Дански је поново успоставио јачу краљевску власт. Успоставио је добре односе са надбискупом Бремена, који је тада био надбискуп целе Скандинавије.
Током XII века Данска добија властиту надбискупију за целу Скандинавију. Нешто после тога Норвешка и Шведска формирају своје надбискупије ван данске контроле. Средином XII века Данском бесне грађански ратови. Валдемар I (Велики) је стабилизовао краљевство и реорганизовао администрацију. Створио је од Данске битну силу на Балтику. Данска се такмичила са Ханзеатским савезом, грофовима Холштајна и Тевтонским витезовима за трговину, територије и утицај на Балтику. Његов министар Абсалон, надбискуп Лунда, основао је Копенхаген 1167. године као "трговачку луку".
Валдемар II је освојио Холштајн, Хамбург и Немачку североисточно од Елбе. Предузео је три "крсташка рата" против балтичких Словена и заузео северну Естонију. Реформисао је и систематизовао дански закон. Када је умро, Данска је обухватала и јужну Шведску, а имала је становништво као Шведска и Норвешка заједно. Након његове смрти, краљевска моћ је почела опадати.
Хиљаде цркви је саграђено у Данској. Привреда је напредовала, највише захваљујући трговини харингама.

## Проблеми за краљеве
Дански краљеви су имали све више проблема у успостављању контроле у краљевству. Племство и црква су постајали све јача опозиција. Крајем XIII века племство је присилили краља да изда повељу, која се сматра првим данским уставом. И Ханзи и грофовима Холштајна одговарала је ослабљена Данска, па грофови Холштајна успевају да добију велике делове Данске од краља у замену за новац. Територију Сканије заузима Шведска.
На власт је 1340. дошао Валдемар IV Дански, који је успевао да поново уједини Данску, окрећући једног грофа против другога. Непрекидан напредак и ширење Данске после 1360. под Валдемаром IV Данским доводи га у сукоб са Ханзом. Ханзи је нарочито сметало што је Данска заузела Готланд са врло важним трговачким градом Визбијем. Ханза се удружила са Шведском и напала Данску. Данци су заробили велику флоту од Ханзе и вратили су је Ханзи тек кад су добили огромни откуп. Ханза је имала среће, јер се племство на Јиланду поново 1370. побунило против краља због високих пореза, који су били последица рата. Ханза и домаћа побуна су присилили краља Валдемара IV Данског у избеглиштво. Ханза је неколико година контролисала све тврђаве између Сканије и Селанда, тачније контролисала је мореузе на уласку у Балтик.

## Маргарета и Калмарска Унија
Маргарета I Данска је била ћерка Владемара IV Данског. Удала се за Хакона VI Норвешког, у покушају да се уједине два краљевства заједно са Шведском, јер је Хакон био повезан са шведском краљевском породицом. Њен син Улав IV Норвешки је требало да обједини три краљевства, али умро је прерано, тако да је током живота краљице Маргарете уједињена 1397. Данска, Норвешка и Шведска у Калмарску унију.
Шведска је тада обухватала и Исланд, Гренланд, Финску и Фарска острва.
Њен наследник био је одговоран за распад Калмарске уније. Касније се Калмарска унија обнавља. Шведско племство је постало незадовољно унијом, тако да је унија била само концепт, са мало практичке политичке важности. Почетком XVI века на власт је дошао Кристијан II Дански, који је освојио Шведску силом намећући унију. При томе је побио око 100 коловођа шведских противунионистичких снага. Шведска се дефинитивно одвојила 1521.
Одмах након тога одвајања уследио је грађански рат, а протестантизам је постао водећа религија у Данској и Норвешкој. Данска и Норвешка су формирале унију, која се звала Данска-Норвешка. Норвешка је задржала различите законе и установе, чак различит новац и војску. Два краљевства су остала у унији до 1814.

## Рано модерно доба

### Реформација
Реформација, која је потицала из Немачке од идеја Мартина Лутера, имала је велики утицај на Данску. Данска национална црква је лутеранска. Реформација је уведена 1536. у Данској. Ширење протестантизма је било могуће због комбинације народног одушевљења и жеље за реформом цркве, али и жељом власти да се ослободи зависности од римских папа. То је омогућило краљу да се домогне црквених поседа. Узимањем црквених поседа дански краљ је повећао краљевске приходе за 300%.
Постојало је велико незадовољство католичком црквом, а раних 1530-их народ је био подстакнут да напада манастире и цркве. Када је умро Фридрих I Дански бискупи су одбили да дозволе избор новог легитимног краља Кристијана III Данског, јер су се бојали да ће одобрити лутеранизам. Наоружани племићи и градоначелник Либека присили су бискупе да прихвате новог краља Христијана III Данског. Црквени поседи су одузети, а свештеници су присиљени да прихвате лутеранство. Данска је постала строга лутеранска земља. Није допуштала ни калвинизам ни друга протестантска учења.

## Богатство захваљујући опорезивању трговине кроз Оресунд
Данска је постала богата током XVI века, највише захваљујући повећаном саобраћају кроз Оресунд. Данска је опорезовала сву трговину кроз Оресунд, јер је контролисала обе стране мореуза. У то време трговина житом је јако порасла од Пољске према Холандији, а и остатак Европе је тада напредовао. Шпанија и Португал су у колонијама добијали велике количине сребра, којим су куповали жито на Балтику.
Данска је имала користи и од Осамдесетогодишњег рата у Холандији. Велики број вештих и образованих избеглица из економски најразвијенијег дела Европе дошао је у Данску. То је помогло да се модернизују многи аспекти друштва и да се успоставе јаке трговачке везе са Холандијом.
Данска је била релативно јака држава тога доба. Европска политика водила се око сукоба протестаната и католика, тако да није чудо, да се Данска укључила у Тридесетогодишњи рат на протестантској страни. Протестанти су позвали Данску да спаси протестанте, па је дански краљ Кристијан IV Дански интервенисао у данској фази Тридесетогодишњег рата. Данска је била поражена, али касније се укључује Шведска са већим успехом.
Кристијан IV Дански је владао од 1588. до 1648. и остао је упамћен по великим граћевинским радовима, које је предузео током своје власти. Многе највеће зграде Данске су саграђене у том периоду. После његове смрти Данска је ратовала са Шведском. Изузетно хладна зима заледила је мореуз Оресунд, па је шведска војска могла прећи преко леда и директно напасти Копенхаген. Миром из 1658. Данска предаје Шведској три најбогатије провинције: Сканију, Халанд и Блекинџ.

## Апсолутизам
Због пораза у рату са Шведском краљ Фредерик III Дански захтевао је од племства да краљ добије више овласти и да племство губи изузећа од опорезивања. Тиме почиње раздобље апсолутизма.
Данска скупштина је распуштена и није је више било неколико векова. Власт је реорганизована, тако да је Данска постала централизована држава. Краљевски службеници доминирају администрацијом, а традиционална аристократија је изгубила велики део моћи. Администрација и закони су модернизовани. Стандардизовани су утези и мере, као и земљишни катастар. Земљишни катастар омогућава директно опорезивање.
Становништво Данске је нарасло од 600.000 1660. до 700.000 1720. До 1807. било је 978.000 становника. Неуспешно се покушала спречити зависност привреде од пољопривреде. Било је јако мало индустрије. Било је 2.000 племића, који су поседовали пола обрадиве земље.
Током 18. века данска привреда напредује, највише захваљујући повећаној тражњи за пољопривредним производима. Дански трговачки бродови почињу да тргују широм Европе, одлазећи и у нове данске колоније.
Просветитељске идеје су постале изузетно популарне међу средњом класом. Тиме је нарасла потреба за личним слободама. Због тога крајем XVIII века цензура постаје знатно слабија. У исто време јача и дански национализам, очитујући се у незадовољству са присуством Немаца и Норвежана на краљевском двору. Порастао је понос за властити језик и културу.

## Колонијализам
Данска је имала бројне колоније у Скандинавији од XVII до XX века. Имала је колоније на Гренланду и Исланду, које је држала унијом са Норвешком. Данска је прву колонију ван Северног Атлантика основала 1620. и то је била Транкебар у Индији. У Карибима Данска оснива 1671. Сент Томас, а 1718. Сент Џонс. Сент Круа је 1733. купила од Француске. Данска источноиндијска компанија је имала седиште у Транкебару. Током најбољих времена данска и шведска источноиндијска компанија увозиле су више чаја од Британске источноиндијске компаније. Тај чај су углавном (90%) кријумчарили у Британију због велике цене. Обе скандинавске источноиндијске компаније пропадају током наполеонских ратова.

## XIX век

### Наполеонски ратови
Данска привреда је упропаштена Наполеонским ратовима. Британска флота је напала 1801. Копенхаген и ту се одиграла битка код Копенхагена. То је навело Данску да постане савезник Француске. Током 1807. британска флота је поново артиљеријски тукла Копенхаген, изазвавши велике цивилне жртве. Заробили су данску флоту и одвукли је у Британију, што доводи до рата топовњачама.
Споразумом у Килу 1814. Норвешка више није у унији са Данском, него је додељена Шведској, као награда Шведској, јер је ратовала на победничкој страни. Норвежани су се побунили и прогласили независност и изабрали Кристијана VIII Данског за краља. Уследио је рат са Швеђанима, па је краљ ио принуђен да абдицира, да би Норвешка задржала персоналну унију са Шведском.
Током тога периода Данска је дословце банкротирала. трговци су побегли из земље, а становништво је било у великој оскудици. Ипак тај период је познат као „златно доба“ данске интелигенције. Ханс Кристијан Андерсен, Кјеркегор, Торвалдсен и Грунтвиг су живели у том периоду.

### Национализам и либерализам
Либерални и национални покрети су се развили током 1830-их, а Данска постаје уставна монархија 5. јуна 1849. Буржоазија захтева свој удео у власти, да би спречила крваве револуције, које су се збивале свуда по Европи. Краљ је остао на челу извршне власти. Парламент је добио законодавну власт. Успостављен је независан судски систем.
Данско краљевство се састојало од четири дела:
- острва
- Јиланд
- војводство Шлезвиг у персоналној унији
- војводство Холштајн у персоналној унији.

Данци су током XVIII и XIX века оба војводства Шлезвиг и Холштајн сматрали као део државе. Немачка већина у та два војводства није имала исто мишљење. Појавио се покрет у Шлезвигу и Холштајну за одвајање од Данске.
Први рат за Шлезвиг био је подстакнут уставним променама 1849. и завршио је без промена, највише захваљујући интервенцији Британије и великих сила. Данска се сукобљава са Пруском и Аустријом 1864. и то је познато као Други рат за Шлезвиг. Данска је била присиљена да преда Пруској Шлезвиг-Холштајн и да постане неутрална земља.
Губитак Шлезвиг-Холштајна је постао јако трауматичан догађај за некада велику државу Данску. Најбогатије делове Данске су заузели Шведска и Немачка, па је Данска била принуђена да развија своја јако сиромашна подручја.
У Данску продиру социјалистичке и интернационалистичке идеје. Оснивају се социјалистичке новине. Почињу штрајкови и захтеви за бољим условима рада и већим надницама. Вође се хапсе и осуђују.

### Монетарна унија
Шведска и Данска су 5. маја 1873. формирале Скандинавску монетарну унију. Фиксирале су своје валуте према злату и једну порема другој. Норвешка је ушла у унију 1875.
Државе су имале различите валуте, али пошто су имале исту вредност биле су прихваћене у целом подручју као једнако добра валута. Избијањем Првог светског рата престаје монетарна унија, јер је Шведска одустала од везања валуте за злато.

## XX век
Почетком XX века лева партија Венстре је преузела власт, што је краљ одбијао док није био принуђен да прихвати. Касније је нова радикална партија заједно са партијом Венстре преузела власт. Тада жене добијају 1915. право гласа, дански колонијални поседи у Карибима се продају САД. Извршене су значајне социјалне реформе и реформе закона о раду, што је поставило темеље касније државе благостања.
Данска је била неутрална у Првом светском рату. Рат је имао ефект и на Данску због финансијске нестабилности у Европи. Када је Немачка поражена Версајски споразум је захтевао да се питање Шлесвига реши плебисцитом, при чему је било одлучено да северни Шлезвиг (сада јужни Јитланд) припадне Данској. Краљ и делови опозиције су били незадовољни, јер председник владе није искористио немачки пораз да се поврати већи део Шлезвига. Краљ је сматрао да сме распустити владу, али услед тога створила се ускршња криза 1920. у Данској, која је довела до новог устава, који је смањио овлаштења краља.
Иако је Данска прогласила неутралност, нацистичка Немачка је 9. априла 1940. напала Данску и држала је окупирану све до 5. маја 1945. Окупацијска власт је била доста толерантна, полиција је била под данском контролом, а коалицијска влада је владала склапајући компромисе са Немцима. Тек 1943. коалицијска власт више није могла да задовољи немачке захтеве, па Немци преузимају пуну контролу. Отада је почео оружани отпор. Дански Јевреји су склоњени 1943. у Шведску, када је запретило да ће Немци потпуно преузети контролу.
После рата Данска је укинула колонијални статус Гренланда. Напустила је политику неутралности и постала је чланица НАТО савеза. Данска постаје 1973. чланица ЕУ.